# Lapsias estebanensis
Lapsias estebanensis är en spindelart som beskrevs av Simon 1900. Lapsias estebanensis ingår i släktet Lapsias och familjen hoppspindlar. Inga underarter finns listade i Catalogue of Life.